# Raúl Ruiz
Raúl Ruiz, fr. Raoul Ruiz, właśc. Raúl Ernesto Ruiz Pino (ur. 25 lipca 1941 w Puerto Montt, zm. 19 sierpnia 2011 w Paryżu) – chilijski reżyser, scenarzysta i producent filmowy, pracujący głównie na emigracji we Francji. Autor ponad stu filmów. 

## Życiorys
Zdobywca licznych nagród, w tym m.in. Złotego Lamparta na MFF w Locarno za film Trzy smutne tygrysy (1969), Srebrnego Niedźwiedzia za wybitny wkład artystyczny na 47. MFF w Berlinie za film Genealogia zbrodni (1997) oraz Srebrnej Muszli dla najlepszego reżysera na MFF w San Sebastián za film Tajemnice Lizbony (2010).
W jego bogatym dorobku są tak różnorodne tytuły jak m.in.: przygodowa Wyspa skarbów (1985); Czas odnaleziony (1999), adaptacja W poszukiwaniu straconego czasu Marcela Prousta; biograficzny Klimt (2006) z Johnem Malkovichem w roli austriackiego artysty oraz thriller Zamknięta księga (2009) z Daryl Hannah w roli głównej.
Zasiadał w jury konkursu głównego na 55. MFF w Cannes (2002).